# Andrena aegypticola
Andrena aegypticola là một loài Hymenoptera trong họ Andrenidae. Loài này được Friese mô tả khoa học năm 1922.